# Tidningen Hifi Musik AB
Tidningen Hifi Musik AB är ett svenskt tidskriftsförlag baserat i Solna, Stockholm. Förlaget ger bland annat ut tidskrifterna Hifi & Musik, HemmaBio och Vapentidningen.